# 설정식
설정식(薛貞植, 1912년 9월 18일~1953년 8월 30일)은 조선민주주의인민공화국의 시인, 번역문학가, 영문학자, 정치가이다. 본관은 순창이다.

## 생애
함경남도 단천 출생으로, 연희전문학교 문과를 졸업한 뒤 미국 마운트 유니온 대학교, 컬럼비아 대학교에서 영문학을 수학하였다.
1932년 《동광》에 발표한 〈거리에서 들려주는 노래〉로 문단에 입문했다. 광복 후 시집으로 《종(鐘)》(1947), 《포도》(1947), 《제신(諸神)의 분노》(1948), 장편소설로 《청춘》(1946)을 출간했고, 셰익스피어의 작품들을 번역했다.
탁월한 영어 실력으로 광복 후 미군정 시기에 미군정청에서 근무하면서, 1946년 좌익 문인 단체인 조선문학가동맹에서 외국문학위원장을 맡았다. 1950년 한국 전쟁이 발발하자 월북하고 휴전회담 통역관으로 종군하였다. 휴전 직후인 1953년 남로당의 박헌영, 이강국, 리승엽, 임화가 간첩 혐의로 체포되었을 때 함께 붙잡혀 사형 당한 것으로 알려져 있다.

## 가족 관계
3남 1녀와 부인 등 가족을 모두 두고 월북하였다. 영화 배우 김보성이 외손자이다.
매형이 김두봉(金枓奉)의 아우인 김두백(金枓白)이다.

## 참고자료
- 설희관, 나의 아버지 설정식 시인 (설희관의 詩세상, 2004년 12월 12일)